# Giuseppe Guarneri (calciatore)
Giuseppe Guarneri (Brescia, 29 novembre 1924 – ...) è stato un calciatore italiano, di ruolo centrocampista.

## Carriera
Cresciuto nel Verolanuova, passa alla Cremonese nel primo campionato del dopoguerra. Con i grigiorossi disputa quattro campionati di Serie B, con 50 gettoni di presenza e una rete realizzata; l'esordio lo ha fatto il 16 marzo 1947 nella partita Cremonese-Cesena (4-0).